# フアン・デル・エンシーナ

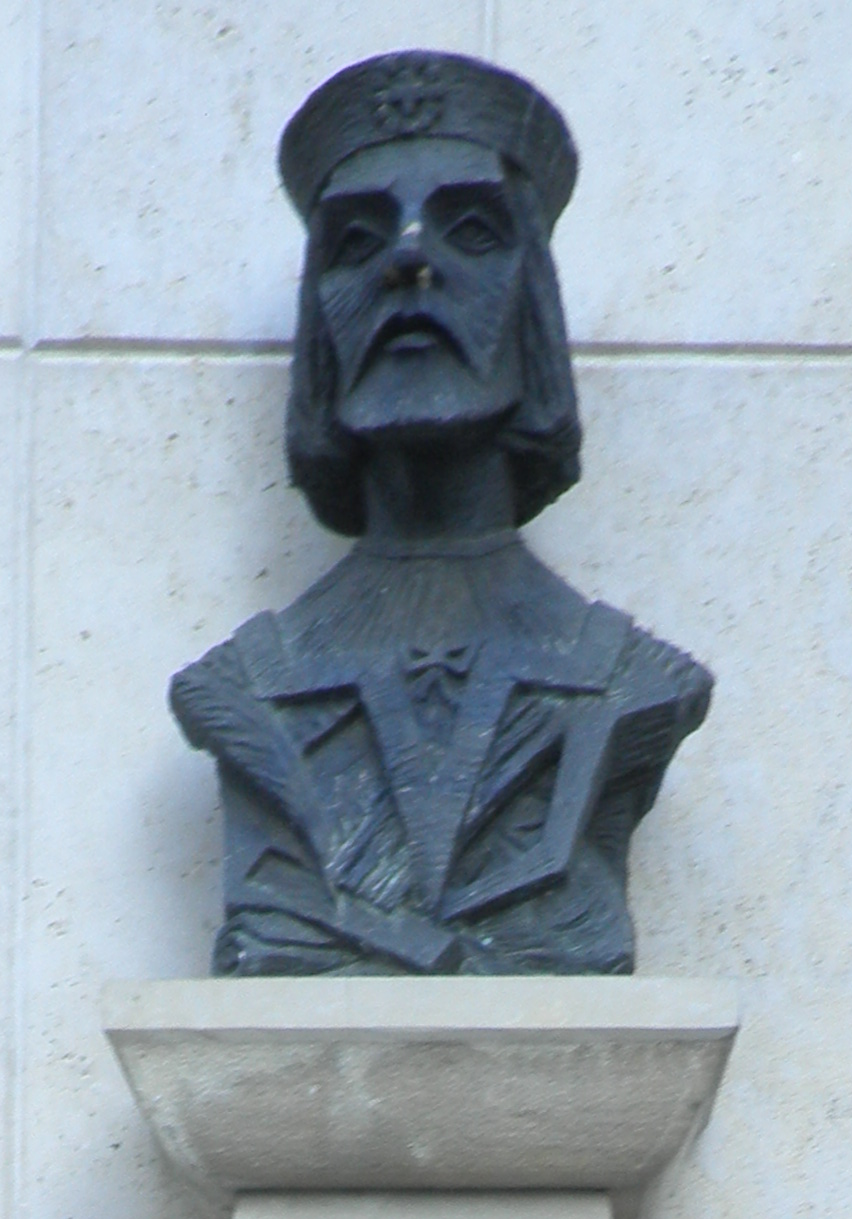
フアン・デル・エンシーナ

フアン・デル・エンシーナ（Juan del EncinaまたはEnzina, 1469年 - 1533年）はスペイン・ルネサンスの作曲家・詩人・劇作家。カトリック両王時代を象徴する文芸人であり、しばしばスペイン演劇(スペイン黄金世紀演劇)の創立者と呼ばれる。サラマンカ近郊の、おそらくエンシーナ・デ・サンシルベストレの出身。サラマンカ大学を卒業してすぐアルバ公に執事として仕える。
1492年に、グラナダ陥落を記念して執筆した戯曲『名誉の勝利 Triunfo de la fama 』によってアルバ公を楽しませる。1496年に、叙事的な戯曲や抒情詩を集めた『カンショネーロ Cancionero 』を上梓すると、この戯曲はそれから20年間にたびたび版を重ねた。数年後にローマを訪れ、音楽的力量によってローマ教皇アレクサンデル6世を魅了し、ローマ教皇庁の聖歌隊長に任命される。1518年頃に上級聖職者に叙階されると聖地エルサレムに巡礼して、初めてミサ曲の作曲を着想。1509年にはマラガ司教座で参事会員に就任し、1519年になるとレオン地方の小修道院長に任命される。1533年に地元サラマンカで亡くなったと伝えられている。
エンシーナの『カンショネーロ』は、韻律論の序文があり、スペインにおける詩作の状況が論じられている。14の戯曲は、中世ヨーロッパの神聖劇からルネサンスの世俗劇への変遷が特徴的である。いくつかの牧歌劇は、『ラ・セレスティーナ』に影響されて、羊飼いの冒険を舞台化している。エンシーナの戯曲に対する本質的な関心は微々たるものだが、歴史的観点からするとこれらの作品は重要である。世俗的な作品は新たな出発点を創り出し、宗教的な牧歌劇は、17世紀のスペイン演劇に至る道のりをつけたからである。しかもエンシーナの抒情詩は、表裏のなさと優雅さが際立っている。

## 主要作品一覧
- 名誉の勝利 Triunfo de la fama (1492年)
- カンショネーロ・デ・パラシオ（王宮詩歌集） Cancionero de Palacio (1496年)
- Tan buen ganadico (1496年)
- Más vale trocar (1496年)
- Plácida y Victoriano (1513年)
- 牧歌劇 Églogas